# Piculus litae
Piculus litae е вид птица от семейство Picidae.

## Разпространение
Видът е разпространен в Еквадор и Колумбия.